# سهره علفی دم‌گوه‌ای
سهره علفی دم‌گوه‌ای (نام علمی: Emberizoides herbicola) نام یک گونه از سرده سهره‌های علفی است.

## نگارخانه

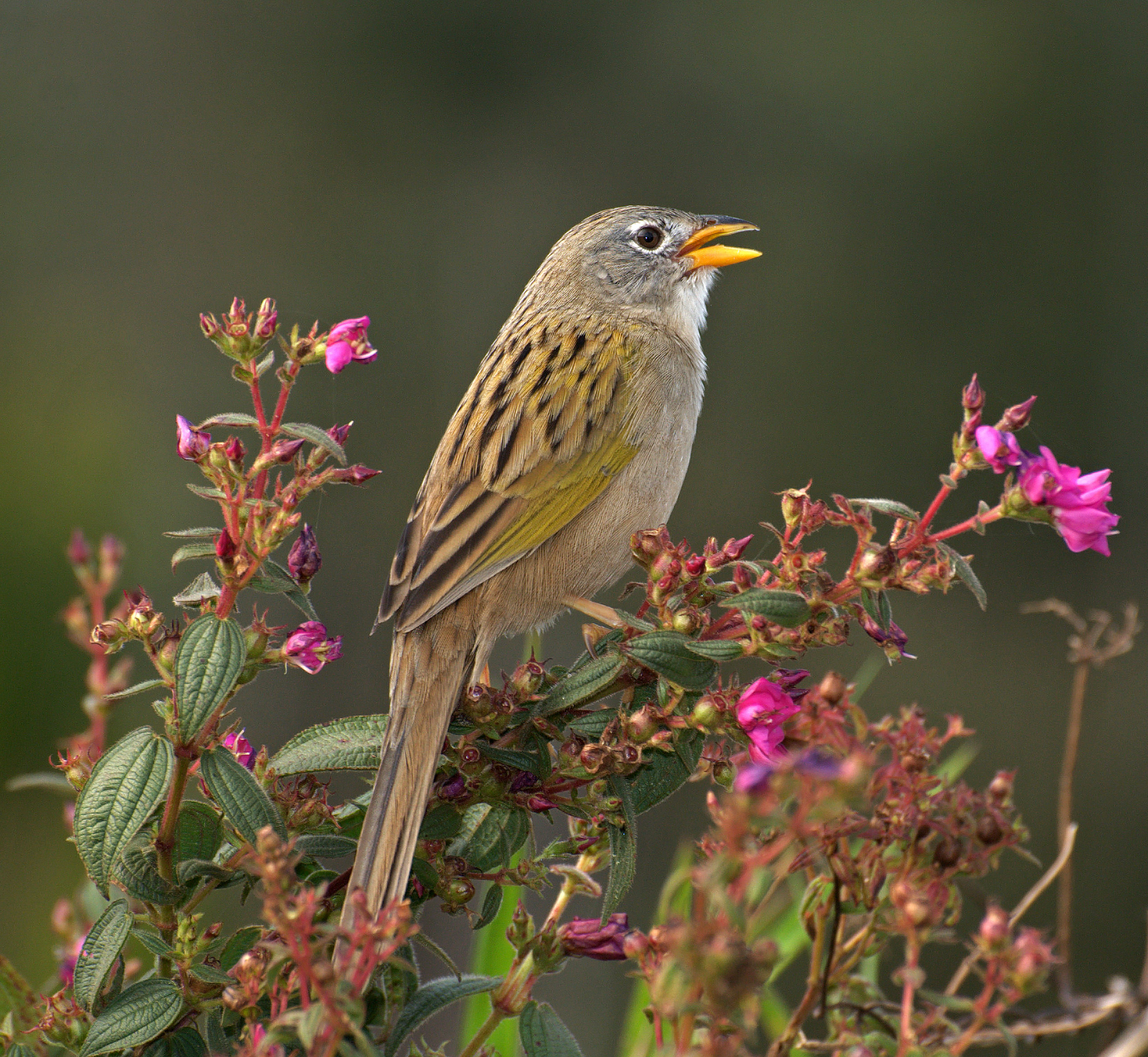